# Parlamentní volby na Islandu 2024
Parlamentní volby na Islandu 2024 se uskutečnily 30. listopadu 2024. Voliči v nich zvolili 63 poslanců do Althingu. Jednalo se o předčasné volby po pádu vlády Bjarniho Benediktssona.

## Výsledky
| Kandidující subjekt    | Sociálnědemokratická aliance | Strana nezávislosti | Liberální reformní strana      | Lidová strana | Strana středu                | Pokroková strana         |
| ---------------------- | ---------------------------- | ------------------- | ------------------------------ | ------------- | ---------------------------- | ------------------------ |
| Volební lídr           | Kristrún Frostadóttir        | Bjarni Benediktsson | Þorgerður Katrín Gunnarsdóttir | Inga Sælandl  | Sigmundur Davíð Gunnlaugsson | Sigurður Ingi Jóhannsson |
| Počet hlasů            | 44 091 ▲                     | 41 143 ▼            | 33 606 ▲                       | 29 288 ▲      | 25 700 ▲                     | 16 578 ▼                 |
| Podíl                  | 20,75 % ▲                    | 19,36 % ▼           | 15,82 % ▲                      | 13,78 % ▲     | 12,10 % ▲                    | 7,80 % ▼                 |
| Získané mandáty        | 15 ▲                         | 14 ▼                | 11 ▲                           | 10 ▲          | 8 ▲                          | 5 ▼                      |
| Předchozí volby (2021) | 9,93 % (6)                   | 24,39 % (16)        | 8,33 % (5)                     | 8,85 % (6)    | 5,45 % (3)                   | 17,27 % (13)             |